# エマニュエル・マタディ
エマニュエル・マタディ（Emmanuel Matadi、1991年4月15日 ‐ ）は、リベリア・モンロビア出身の陸上競技選手。専門は短距離走。100mで9秒97、200mで20秒07の自己ベストを持つ。2016年リオデジャネイロオリンピック、2020年東京オリンピックのリベリア代表。

## 経歴

### 高校時代まで
リベリアに生まれ育つも、リベリア内戦の影響で7歳の時にアメリカに移住した。
当初はアメリカンフットボールを中心に取り組んでいた。しかし、高校2年生の時から陸上競技を本格的に取り組み始めると、2009年のミネソタ州高校リーグ（ (Minnesota State High School League) のクラスAA男子100mでチャンピオンに輝くなど活躍した。

### 2015年以降
2015年5月の全米学生（NCAA）選手権の2部に出場すると、男子100mを10秒21（+2.4）、男子200mを20秒54（0.0）でそれぞれ制して2冠を達成した。
2016年6月11日からリベリア代表として大会に出場することが可能となり、約10日後のアフリカ選手権に初めてリベリア代表として出場した。男子100mは決勝に進出するも10秒24（+2.4）の5位（4位と同タイム着差あり）でメダルを逃したが、男子200mでは100mに続いて決勝に進出すると、ウェイド・バンニーキルク（20秒02）、アダマ・ジャメ（20秒45）に次ぐ20秒55（+1.8）で銅メダルを獲得した。
2016年8月のリオデジャネイロオリンピックではリベリア代表選手団の旗手を務めた。出場した男子100mは10秒31（-0.5）で予選敗退に終わり、男子200mは自己ベスト（20秒44）に迫る20秒49（+0.3）のリベリア新記録を樹立するも予選敗退に終わった。
2018年12月、アメリカのプロレス団体WWEのトライアウトを受験した。

## 自己ベスト
記録欄の（　）内の数字は風速（m/s）で、+は追い風を意味する。
| 種目 | 記録          | 年月日        | 場所               | 備考           |
| 屋外 | 屋外          | 屋外          | 屋外               | 屋外           |
| ---- | ------------- | ------------- | ------------------ | -------------- |
| 100m | 9秒97 (－0.1) | 2023年8月4日  | ポートオブスペイン | NR             |
| 100m | 9秒93w (+2.8) | 2017年6月13日 | サンマルコス       | 追い風参考記録 |
| 200m | 20秒07(+2.0)  | 2023年4月1日  | サンマルコス       | [ 注 1 ]       |
| 400m | 46秒30        | 2022年3月19日 | サンアントニオ     |                |
| 室内 |               |               |                    |                |
| 60m  | 6秒52         | 2022年2月12日 | ピッツバーグ       | NR             |
| 200m | 21秒13        | 2016年2月12日 | アルバカーキ       | [ 注 1 ]       |

### リベリア記録
| 種目 | 記録          | 年月日        | 場所             |  |
| 屋外 |               |               |                  |  |
| 200m | 20秒49 (+0.9) | 2016年8月16日 | リオデジャネイロ |  |

## 年次ベスト
|        | 100m   | 風速  | 備考           | 200m   | 風速  | 備考           |
| ------ | ------ | ----- | -------------- | ------ | ----- | -------------- |
| 2008年 |        |       |                | 22秒38 | －2.3 |                |
| 2009年 | 10秒75 | ＋1.8 |                | 21秒57 | ＋4.1 | 追い風参考記録 |
| 2010年 | 10秒62 | ＋1.6 |                | 21秒96 | －2.8 |                |
| 2011年 | 10秒57 | ＋0.8 |                | 21秒89 | －1.3 |                |
| 2012年 | 10秒80 | ＋1.9 |                | 21秒48 | ＋1.4 |                |
| 2013年 | 10秒52 | ＋0.5 |                | 21秒63 | ＋1.7 |                |
| 2014年 | 10秒35 | ＋0.3 |                | 21秒06 | ＋2.2 | 追い風参考記録 |
| 2015年 | 10秒41 | ＋0.8 |                | 20秒54 | 0.0   |                |
| 2016年 | 10秒14 | ＋1.1 |                | 20秒44 | ＋0.9 | 前リベリア記録 |
| 2017年 | 10秒18 | ＋1.8 |                | 21秒04 | －2.7 |                |
| 2018年 | 10秒29 | ＋3.2 | 追い風参考記録 |        |       |                |
| 2019年 | 10秒01 | ＋1.8 |                | 20秒62 | －0.9 |                |
| 2020年 |        |       |                |        |       |                |
| 2021年 | 10秒01 | ＋1.9 |                | 20秒44 | ＋1.5 |                |
| 2022年 | 9秒98  | ＋1.1 |                | 20秒33 | ＋1.5 |                |
| 2023年 | 9秒97  | －0.1 | リベリア記録   | 20秒07 | ＋2.0 | 自己ベスト     |
| 2024年 |        |       |                |        |       |                |

## 主要大会成績
備考欄の記録は当時のもの
| 年   | 大会                | 場所             | 種目 | 結果         | 記録          | 備考         |
| ---- | ------------------- | ---------------- | ---- | ------------ | ------------- | ------------ |
| 2016 | アフリカ選手権 (en) | ダーバン         | 100m | 5位          | 10秒24 (+2.4) |              |
| 2016 | アフリカ選手権 (en) | ダーバン         | 200m | 3位          | 20秒55 (+1.8) |              |
| 2016 | オリンピック        | リオデジャネイロ | 100m | 予選4組6着   | 10秒31 (-0.5) |              |
| 2016 | オリンピック        | リオデジャネイロ | 200m | 予選3組5着   | 20秒49 (+0.3) | リベリア記録 |
| 2017 | 世界選手権          | ロンドン         | 100m | 準決勝2組6着 | 10秒20 (-0.2) |              |